# Цинцерень (Аненій-Нойський район)
Цинцерень (рум. Țînțăreni) — село в Аненій-Нойському районі Молдови. Адміністративний центр однойменної комуни, до складу якої також входить село Крецоая.

## Населення
За даними перепису населення 2004 року у селі проживали 2867 осіб.
Національний склад населення села:
| Національність       | Кількість осіб | Відсоток   |
| -------------------- | -------------- | ---------- |
| молдавани румуни     | 2764 16        | 96,4% 0,6% |
| українці             | 38             | 1,3%       |
| цигани               | 22             | 0,8%       |
| росіяни              | 20             | 0,7%       |
| гагаузи              | 1              | < 0,1%     |
| інша / без відповіді | 6              | 0,2%       |
| Всього               | 2867           | 100%       |